# マイケル・ゴットリーブ (映画監督)
マイケル・ゴットリーブ（Michael Gottlieb、1945年4月12日 - 2014年5月23日）は、アメリカ合衆国の映画監督。
2014年5月23日、ロサンゼルス郊外のハイウェイをドゥカティのオートバイで走行中、前方の車を追い越すため対向車線に出た際に、同じ方向にハンドルを切った前方の車と衝突。ヘルメットを装着していたものの頭部への激しい損傷と頸部骨折により事故の45分後に死亡した。満69歳没。

## 作品
- タイムマスター／時空をかける少年
- Ｍｒ.ベビーシッター
- マネキン2
- オージー・サンバ／死ぬほど愛して!!
- マネキン